# 蘇聯閱兵列表

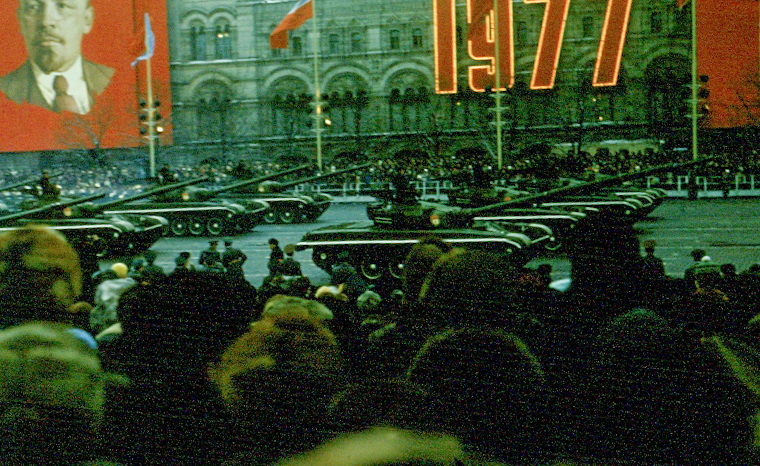
1977年11月7日，蘇聯於紅場慶祝十月革命60周年閱兵大典

本條目列舉前蘇聯時期的主要閱兵儀式。

## 蘇聯時期

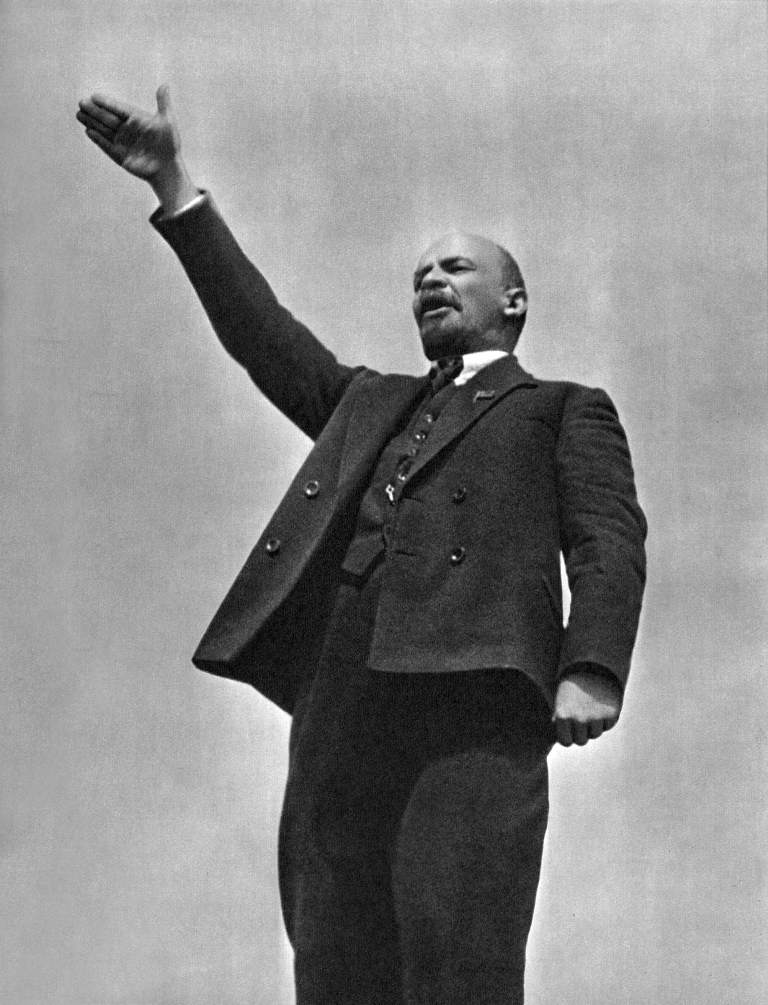
列寧於紅場五一勞動節慶祝大會上講話

- 1918年11月7日庆祝红军的初战胜利和十月革命1周年阅兵式。苏俄首次举行阅兵，11月7日当天，阅兵在莫斯科霍登地区举行，有步兵师、骑兵师、特种分队装甲车及3架飞机参加。列宁和托洛斯基检阅了刚刚成立的苏维埃红军部队。
- 1923年5月1日庆祝5·1国际劳动节阅兵式。苏联首次在莫斯科红场举行阅兵，也是苏联首次5·1国际劳动节阅兵。

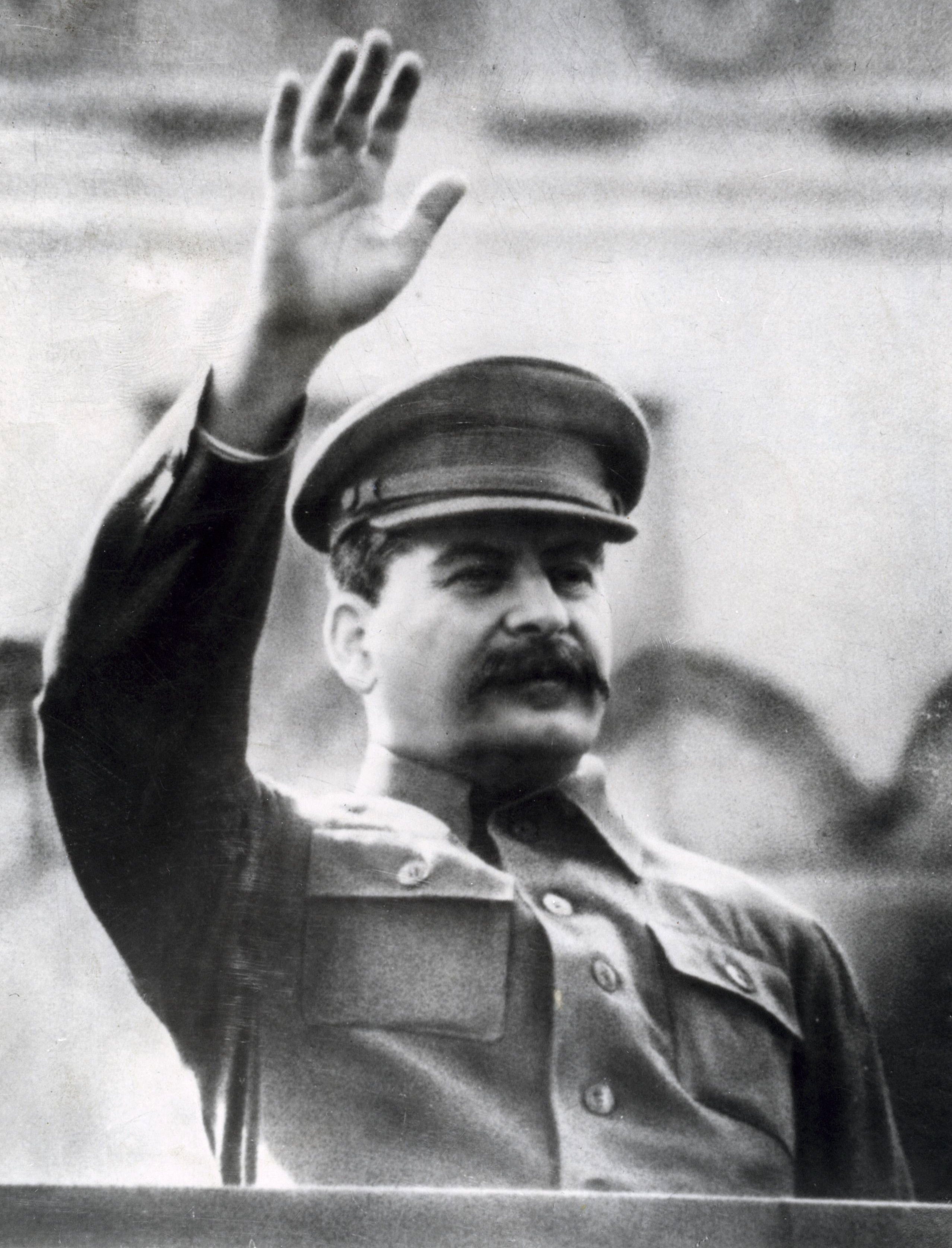
史達林出席1941年的閱兵典禮

- 1941年5月1日庆祝5·1国际劳动节阅兵式。苏联在苏德战争之前的最后一次阅兵，在此次阅兵后的6月22日纳粹德国实施了巴巴罗萨作战计划即对苏作战，苏德战争全面爆发。
- 1941年11月7日十月革命24周年阅兵式。当时纳粹德国军队已经到达莫斯科附近，但苏共中央总书记斯大林决定如常举行阅兵并在阅兵式上发表了著名的演说，受阅部队接受完检阅后随即开赴前线作战。
- 1945年6月24日庆祝战胜纳粹德国阅兵式。仪式上200多面纳粹德国的军旗被苏联士兵抛到列宁墓前。
- 1946年11月7日十月革命29周年閱兵式。
- 1947年11月7日十月革命30周年阅兵式。
- 1948到1956年之間皆有舉辦十月革命閱兵以及勞動節閱兵，其中1952年十月革命閱兵式為蘇聯共產黨中央委員會總書記史達林參加的最後一次閱兵。
- 1957年11月7日十月革命40周年阅兵式。第一次邀请包括时任中国共产党中央委员会主席毛泽东在内的社会主义阵营领导人来莫斯科观礼。苏联共产党中央委员会第一书记赫鲁晓夫在列宁墓上检阅了部队。
- 1958到1962年之間皆有舉辦十月革命閱兵以及勞動節閱兵。
- 1963年11月7日十月革命46周年阅兵式，這也是苏联共产党中央委员会第一书记赫魯雪夫參加的最後一次閱兵式。
- 1964年11月7日十月革命47周年阅兵式，這也是勃列日涅夫第一次以蘇聯共產黨中央委員會總書記身分參加閱兵式。
- 1965年5月9日纪念苏联卫国战争胜利20周年阅兵式,苏联第一次舉行大型历史性胜利日阅兵以及十月革命48周年閱兵式。
- 1966年11月7日十月革命49周年阅兵式。
- 1967年11月7日十月革命50周年阅兵式。国防部长安德烈·格列奇科在莫斯科军区司令陪同下检阅部队。随后安德烈·格列奇科发表演讲，奏苏联国歌。分列式开始，身着俄罗斯内战时期军服的鼓乐队率先通过列宁墓接受检阅，身着十月革命时期军服的多个方队紧随其后，俄罗斯内战时期的骑兵和轻型装甲车也在阅兵中亮相。之后，苏联现代武装部队徒步方队和重型装备接受检阅。阅兵式结束后，还进行了盛大的群众游行。苏共中央总书记勃列日涅夫在列宁墓上检阅了部队。勃列日涅夫上台后，扩大了纪念十月革命阅兵式和之后进行的游行庆祝活动的规模。
- 1968到1971年之間皆有舉辦十月革命閱兵以及勞動節閱兵。

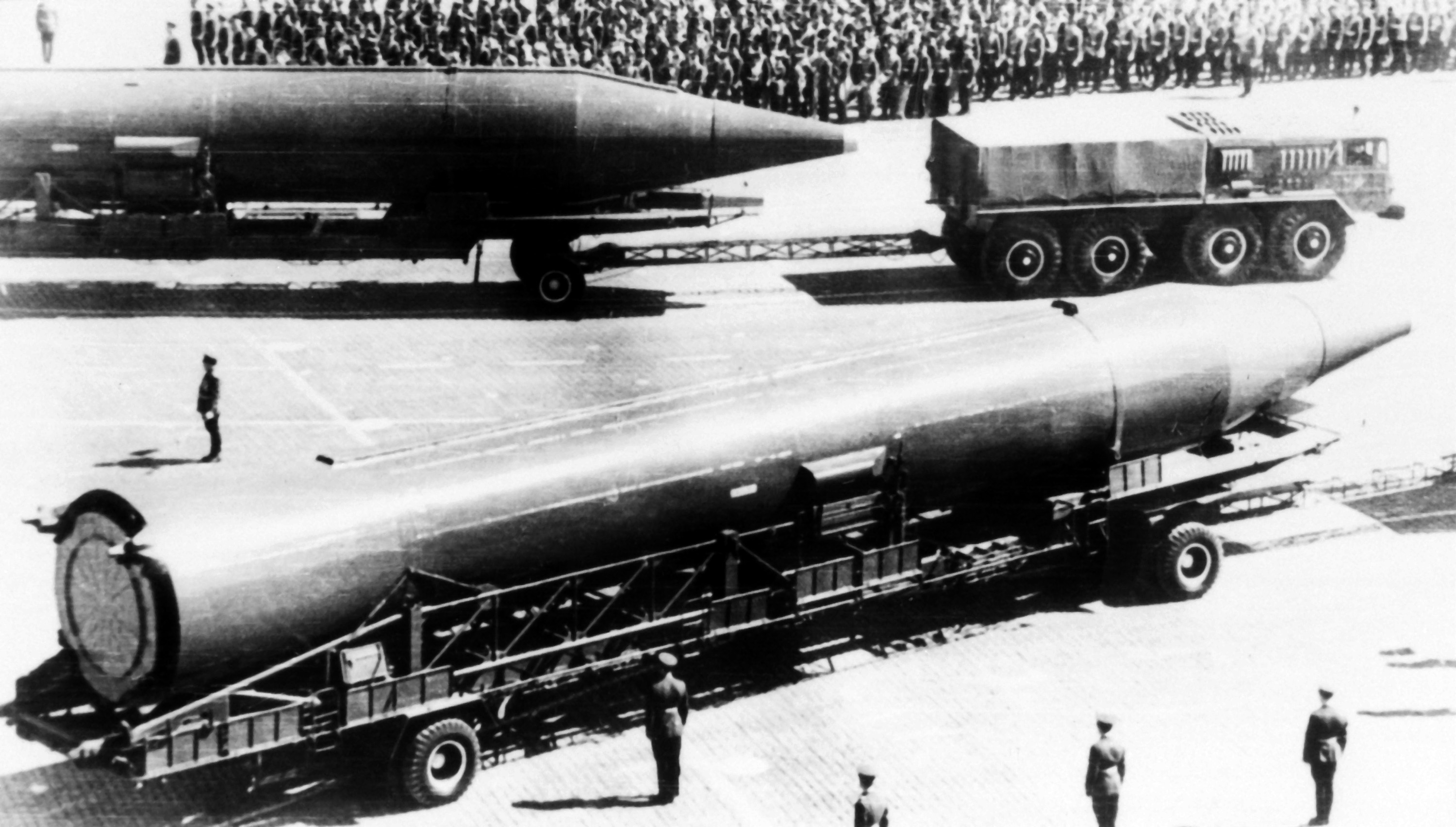
1967年11月7日十月革命50周年阅兵式苏联飞弹重装备列队快速通过红场

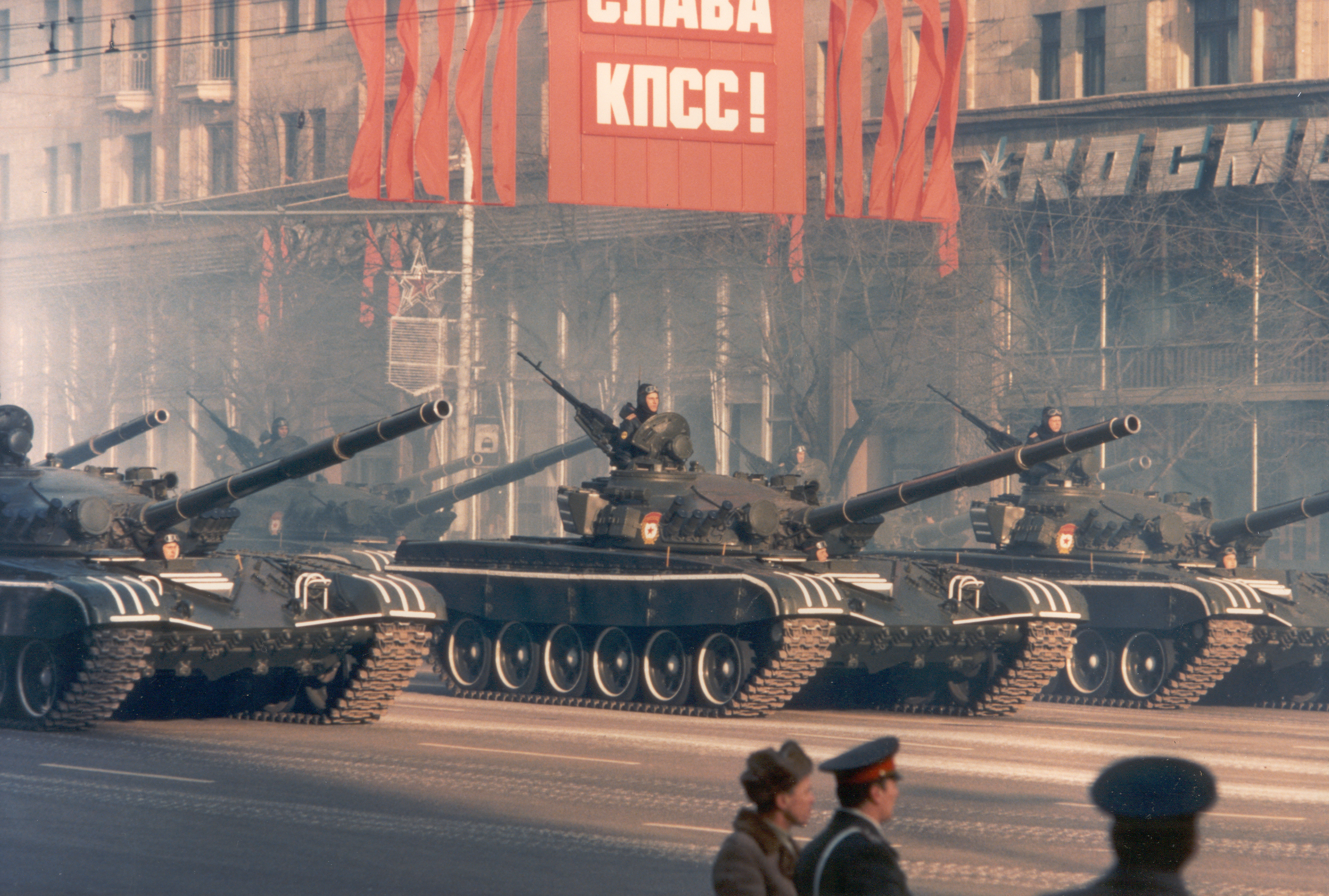
1983年11月7日十月革命66周年阅兵式苏联坦克重装备列队快速驶向红场

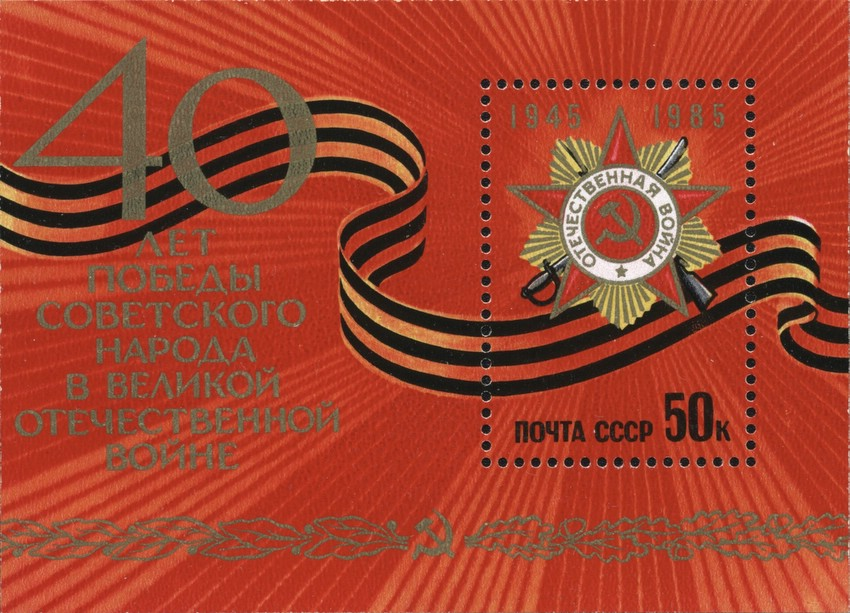
1985年5月9日纪念苏联卫国战争胜利40周年发行的纪念邮票

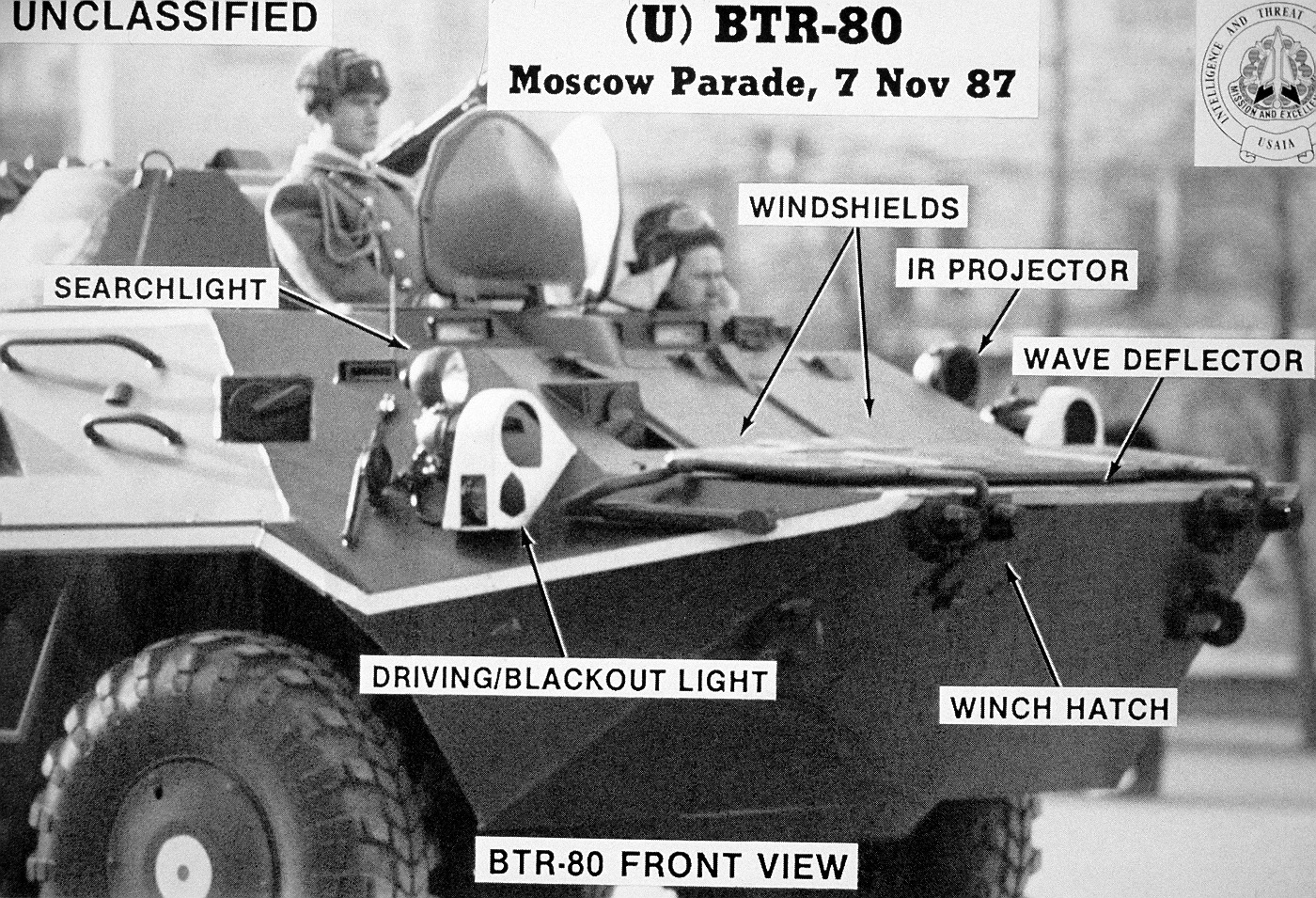
1987年11月7日十月革命70周年阅兵式。西方利用阅兵现场照片分析苏军新锐武器

- 1972年11月7日十月革命55周年及蘇聯成立50周年閱兵式。
- 1973年11月7日十月革命56周年阅兵式。
- 1974年11月7日十月革命57周年阅兵式。
- 1975年11月7日十月革命58周年阅兵式。
- 1976年11月7日十月革命59周年阅兵式。
- 1977年11月7日十月革命60周年阅兵式。勃列日涅夫去世前最后一次纪念十月革命大型历史性阅兵。国防部长乌斯季诺夫在莫斯科军区司令的陪同下检阅部队。之后是国防部长讲话并演奏苏联国歌。苏军现代武装部队的徒步检阅。在徒步阅兵之后按惯例进行苏军机械化装甲部队的战车阅兵。随着飞弹车的快速列队通过红场列宁墓检阅台，军事检阅结束，苏军管乐队组后通场。紧接着还进行了大型群众游行。
- 1978年11月7日十月革命61周年阅兵式。
- 1979年11月7日十月革命62周年阅兵式。
- 1980年11月7日十月革命63周年阅兵式。
- 1981年11月7日十月革命64周年阅兵式。
- 1982年11月7日十月革命65周年阅兵式。勃列日涅夫去世前最后一次纪念十月革命阅兵，勃列日涅夫因为在阅兵现场受了几个小时冻，参加完此次阅兵几天后就因病去世了。此后苏联红场阅兵和之后的游行庆祝活动时间被缩短。
- 1983年11月7日十月革命66周年阅兵式。安德罗波夫去世前最后一次纪念十月革命阅兵。
- 1984年11月7日十月革命67周年阅兵式。契尔年科去世前最后一次纪念十月革命阅兵。
- 1985年5月9日纪念苏联卫国战争胜利40周年阅兵式。苏联解体前最后一次大型历史性胜利日阅兵。苏共中央总书记戈尔巴乔夫在列宁墓上检阅了部队。值得一提的是，在重装备分列式时，按照惯例还有数百台苏联卫国战争时期的坦克、装甲车、炮车等旧式装备率先列队快速通过列宁墓检阅台。
- 1985年11月7日十月革命68周年阅兵式。苏共中央总书记、国防会议主席戈尔巴乔夫在列宁墓上检阅了部队。
- 1986年11月7日十月革命69周年阅兵式。苏共中央总书记、国防会议主席戈尔巴乔夫在列宁墓上检阅了部队。
- 1987年11月7日十月革命70周年阅兵式。苏联解体前最后一次纪念十月革命大型历史性阅兵。苏共中央总书记、国防会议主席戈尔巴乔夫在列宁墓上检阅了部队。国防部长亚佐夫在莫斯科军区司令的陪同下检阅部队。之后是国防部长讲话并演奏苏联国歌。此次阅兵式分列式分为三个历史时期：十月革命和国内战争时期；卫国战争时期和现代，分别穿不同时代的军服受阅。其中十月革命和国内战争时期表现得比较详细，从第一方阵开始分别为：起义工人、士兵、水兵（十月革命时期服装，背景军乐为《华沙工人歌》）；1918年时期的工农红军和红海军（包括骑兵和机枪马车，背景军乐为《白卫军，黑男爵》及《我们是红色的骑兵》）；卫国战争时期的红军（背景军乐为《神圣的战争》和《胜利节》）；现代苏联武装力量。受阅部队方阵的服装和武器都是按时间先后顺序正步快速通过列宁墓检阅台。 之后是苏军现代武装部队的徒步检阅。在徒步阅兵之后按惯例进行苏军机械化装甲部队的战车阅兵。随着飞弹车的快速列队通过红场列宁墓检阅台，军事检阅结束，苏军管乐队组后通场。紧接着还进行了大型群众游行。
- 1988年11月7日十月革命71周年阅兵式。苏共中央总书记、最高苏维埃主席团主席戈尔巴乔夫在列宁墓上检阅了部队。
- 1989年11月7日十月革命72周年阅兵式。苏共中央总书记、最高苏维埃主席团主席戈尔巴乔夫在列宁墓上检阅了部队。
- 1990年5月9日纪念苏联卫国战争胜利45周年阅兵式。苏联解体前最后一次胜利日阅兵。苏共中央总书记戈尔巴乔夫在列宁墓上检阅了部队。值得一提的是，在重装备分列式时，还有数百台苏联卫国战争时期的坦克、装甲车、炮车等旧式装备率先列队快速通过列宁墓检阅台。
- 1990年11月7日十月革命73周年阅兵式。苏联解体前最后一次纪念十月革命阅兵。苏共中央总书记兼苏联总统戈尔巴乔夫在列宁墓上发表演讲并检阅了部队。苏联政府在克服反对派的壓力后才勉强举办了当天的红场阅兵。为阻止此次阅兵，一些反对派人士在阅兵训练期间，曾一度拦截参加排练的坦克，也有反對者為阻止坦克參加閱兵而直接躺在了坦克履带前。
- 1991年11月7日十月革命74周年阅兵式。因當時蘇聯政局動盪不安，已有多個加盟國脫離聯邦，閱兵被取消，莫斯科百万群众自发在红场游行纪念苏联的最后一个十月革命节。

## 苏联解体后
- 1991年12月25日苏联解体。苏联时期的阅兵就此终结，自18世纪成熟阅兵式诞生以来，只有苏联及苏式阅兵的举行形式完全继承了这种国家典礼本来蕴含的意义。在苏联存在的70多年历史中，阅兵次数近200次，其中的多次规模浩大，影响深远。苏联红场大阅兵无疑是世界之最。新生的俄罗斯联邦爲了劃清與蘇聯的界限的立場，消除苏联遺留的痕迹。所以作为苏联时期重要活动的红场阅兵被停止举办，故1991年末至1994年间没有举办阅兵式，后来由于社会支持阅兵的呼声高涨，俄罗斯联邦政府才于1995年苏联卫国战争胜利日时恢复阅兵。并在俄罗斯联邦国家杜马通过相关法律，永久纪念苏联卫国战争胜利日。
- 1992年5月9日俄罗斯纪念苏联卫国战争胜利47周年阅兵式。取消，改为国际军乐团汇演。
- 1993年5月9日俄罗斯纪念苏联卫国战争胜利48周年阅兵式。取消。
- 1994年5月9日俄罗斯纪念苏联卫国战争胜利49周年阅兵式。取消。